# Poppy Drayton
Poppy Gabriella Drayton (* 7. Juni 1991 in Surrey, England) ist eine britische Schauspielerin.

## Leben
Drayton wurde in der Grafschaft Surrey geboren und machte ihren Abschluss an der Arts Educational School in Chiswick. 2013 erhielt Drayton ihre erste wichtige Rolle in der Produktion des Hallmark Channel, Janette Oke: Die Coal Valley Saga, in der sie Elizabeth Thatcher spielte. Daraufhin erhielt sie die Hauptrolle der Amberle Elessedil in The Shannara Chronicles.
Drayton spielte ebenfalls Theaterrollen am Jermyn Street Theatre in London (2014).

## Filmografie
- 2012: Emily (Kurzfilm)
- 2013: Wenn die Liebe siegt – Aufbruch nach Westen (When Calls the Heart, Fernsehfilm)
- 2013: Downton Abbey (Fernsehserie, Folge: The London Season)
- 2014: Father Brown (Fernsehserie, Folge: The Ghost in the Machine)
- 2014: Inspector Barnaby (Midsomer Murders, Fernsehserie, Folge: The Killings of Copenhagen)
- 2014: Plebs (Fernsehserie, Folge: The Phallus)
- 2014: Down Dog
- 2015: Unhallowed Ground
- 2015: Writers Retreat
- 2016–2017: The Shannara Chronicles (Fernsehserie, 13 Folgen)
- 2018: Home by Spring (Fernsehfilm)
- 2018: Die kleine Meerjungfrau (The Little Mermaid)
- 2019: See You Soon
- 2019: The Rising Hawk
- 2019–2022: Charmed (Fernsehserie, 26 Folgen)
- 2020: Snake Dick (Kurzfilm)